# Campagne-sur-Aude
Campagne-sur-Aude is een gemeente in het Franse departement Aude (regio Occitanie) en telt 603 inwoners (2019). De plaats maakt deel uit van het arrondissement Limoux. In de gemeente ligt spoorwegstation Campagne.

## Geografie
De oppervlakte van Campagne-sur-Aude bedraagt 6,0 km², de bevolkingsdichtheid is 101 inwoners per km². De Aude stroomt door de gemeente.

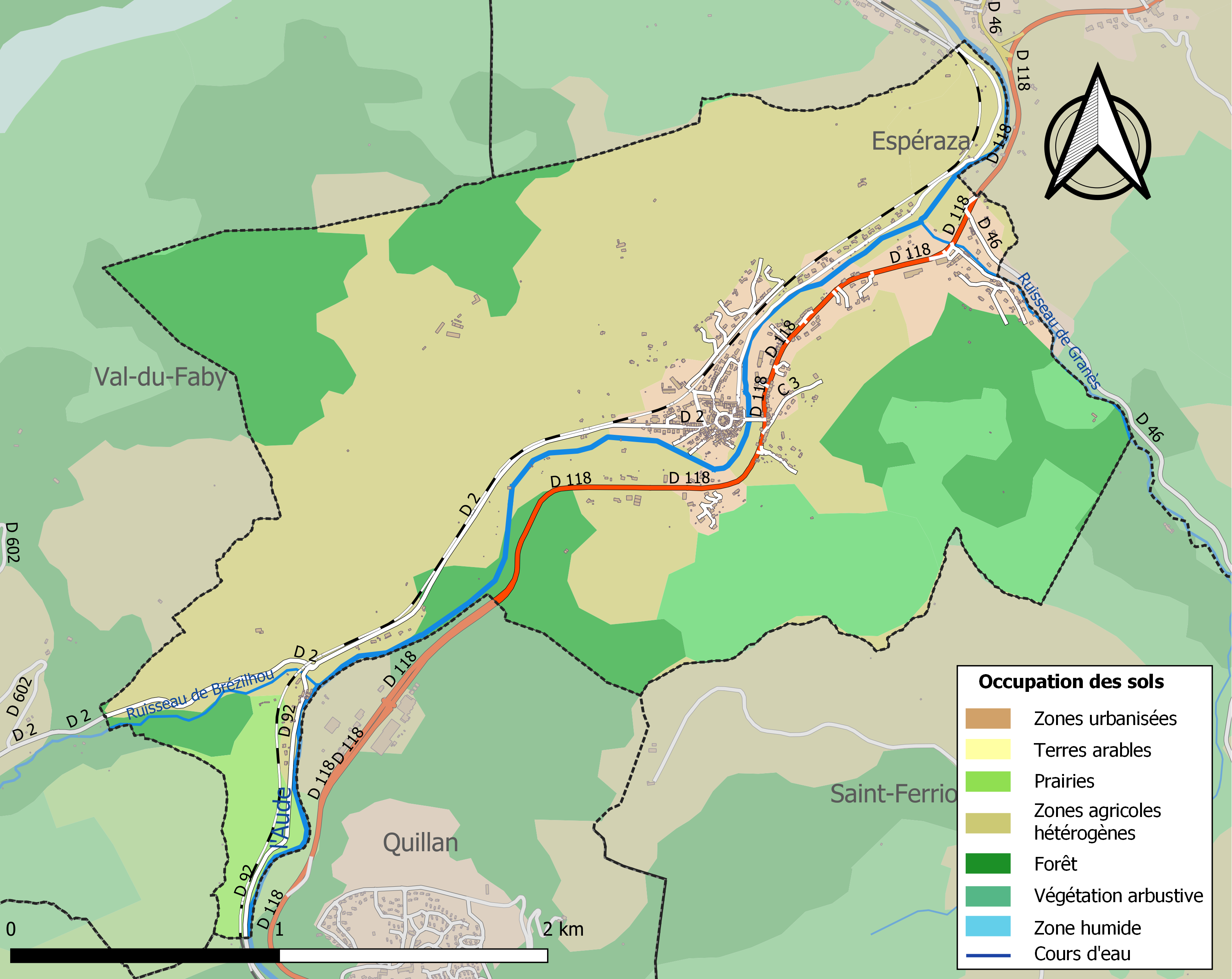
Kaart van de gemeente met de belangrijkste infrastructuur, bodemgebruik en omliggende gemeenten

## Demografie
Onderstaande figuur toont het verloop van het inwonertal (bron: INSEE-tellingen).

Vanwege een beveiligingsprobleem met de MediaWiki Graph-software is het momenteel niet mogelijk deze grafiek weer te geven. Zodra de software is bijgewerkt zal de grafiek vanzelf weer zichtbaar worden.